# 島ゆうこ
島 ゆうこ（しま ゆうこ、4月12日 - ）は、日本の女性声優。群馬県出身。旧名：福島 優子、福島 ゆうこ。
以前は東京俳優生活協同組合（預かり）、大沢事務所（預かり）、劇団七曜日、シグマ・セブン（2004年10月 - 不明）に所属していた。

## 出演作品

### テレビアニメ
1994年
- ロボットパルタ（ピプコ）

2001年
- ギャラクシーエンジェル（カメ 他）

2002年
- あずまんが大王（射的屋）
- OVERMANキングゲイナー
- ギャラクシーエンジェルA（インタビュアー、看護婦）
- ギャラクシーエンジェルZ（子供B、リポーター、母親）
- ラーゼフォン（看護婦、親戚B）

2004年
- スクールランブル（編集部員、ナレーション）

2005年
- 蟲師（ふみ、村人）

2006年
- ギャラクシーエンジェる〜ん（女性キャスター）
- 僕等がいた（客）

2007年
- ヒロイック・エイジ（某惑星代表A）

2010年
- 学園黙示録 HIGHSCHOOL OF THE DEAD（キャスター）

### OVA
2005年
- スクールランブル 一学期補習（ナレーション）

### 劇場アニメ
2008年
- HELLS ANGELS（生徒たち）

### ドラマCD
2000年
- あやかし歌姫かるた 外伝 鬼神の唄

2004年
- ギャラクシーエンジェル（ナレーション）

### ラジオ
- ラジオ カフェ・エッセンス